# Вильгельм Омальский
Вильгельм Омальский по прозвищу Толстый (фр. Guillaume Ier le Gros d'Aumale; ок. 1115 — 20 августа 1179) — англонормандский аристократ, граф Омальский и сеньор Холдернесс c 1127 года, граф Йорк в 1138—1154 годах, активный участник гражданской войны в Англии 1135—1154 годов на стороне Стефана Блуаского, участник битвы Штандартов 1138 года и сражения при Линкольне 1141 года.

## Биография
Вильгельм был старшим сыном Стефана (Этьена) Омальского, племянника короля Вильгельма Завоевателя, и Хависы де Мортимер, дочери Ральфа де Мортимера, родоначальника английского дворянского рода Мортимеров.
После смерти своего отца в 1127 году Вильгельм унаследовал небольшое графство Омаль в Нормандии и обширные владения в Англии (Холдернесс в Уэст-Йоркшире, земли в северном Линкольншире).
После смерти английского короля Генриха I в 1135 году Вильгельм Омальский стал одним из первых англонормандских баронов, признавших королём Стефана Блуаского, и впоследствии постоянно поддерживал Стефана в развернувшейся гражданской войне со сторонниками императрицы Матильды. Наряду с Вильгельмом Ипрским Вильгельм Омальский являлся наиболее выдающимся полководцем Стефана Блуаского. Уже в 1136 году он возглавил военные операции в Северной Англии по отражению вторжения шотландского короля Давида I. В середине 1138 года, когда основные силы Стефана Блуаского были отвлечены подавлением мятежей сторонников Матильды в Южной Англии, Вильгельм собрал ополчение северных баронов и, присоединившись к отрядам архиепископа Турстана, 22 августа 1138 года разгромил войска шотландцев в битве Штандартов. За эту победу, а также учитывая обширные владения Вильгельма в Йоркшире, в декабре 1138 г. король пожаловал ему титул графа Йоркского. Он также получил в управление королевские земли, леса и замки в Йоркшире и, вероятно, был назначен шерифом Йоркшира. В результате Вильгельм Омальский стал одним из наиболее могущественных баронов Англии.
Обладая достаточно широкими полномочиями по управлению королевским имуществом и организации обороны Северной Англии, Вильгельм Омальский в период феодальной анархии фактически доминировал в Йоркшире. Он выстроил хорошо укреплённый Замок Скарборо и путём земельных пожалований обеспечил себе опору значительной части местного рыцарства. Кроме того известно, что Вильгельм большое внимание уделял поощрению торговли, в период его правления начался подъём морских портов восточного побережья Йоркшира. Свою власть граф также использовал для расширения собственных владений: в частности, в 1140 году он захватил несколько маноров Гилберта де Ганта в восточном Йоркшире. По словам хронистов, Вильгельм Омальский «был в тех местах королём в большей степени, чем Стефан». В этой связи показательно обращение, которое Вильгельм использовал в своей корреспонденции, практически идентичное обращению, принятому в то время в королевской документации:
моему сенешалю, моему шерифу и всем моим баронам и священникам, французам и англичанам».
В 1141 году Вильгельм Омальский был одним из командующих королевскими войсками в сражении при Линкольне. Несмотря на успешные действия отряда Вильгельма, который первоначально потеснил силы Ранульфа де Жернона, битва завершилась полным поражением, а король Стефан был пленён. 
На некоторое время власть в Англии перешла к императрице Матильде. Но уже в конце 1141 года после сражения при Винчестере король получил свободу, а гражданская война возобновилась с новой силой. Феодальная анархия в Англии продолжалась до 1154 года. Вильгельм Омальский продолжал поддерживать Стефана, одновременно укрепляя свои позиции в Северной Англии. К этому периоду относится также основание Вильгельмом цистерцианского монастыря Мо (1150) к северу от Гулля и августинского монастыря Торнтон (1139) в Северном Линкольншире.
В 1154 году на английский престол вступил Генрих II Плантагенет, который немедленно начал проводить политику укрепления королевской власти. Одним из первых её мероприятий стал возврат королевских замков, попавших под контроль баронов в годы гражданской войны, и уничтожение незаконно возведённых крепостей. Генрих II отказался признать за Вильгельмом Омальским титул графа Йорка, а в 1155 году силой вынудил его вернуть королевские земли и замки и разрушил Скарборо. Позднее однако, замок Скарборо был восстановлен и впоследствии оставался главным оборонительным укреплением морского побережья Йоркшира.
В период мятежа сыновей Генриха II 1173—1174 гг. Вильгельм находился в Нормандии. Вместе с Симоном III де Монфором он был пленён фландрским графом Филиппом I Эльзасским, поддержавшим мятежников, при взятии Омаля. Существует версия, что Вильгельм сам интриговал с восставшими и организовал своё «пленение» для прикрытия. Скончался Вильгельм Омальский 20 августа 1179 год в аббатстве Торнтон, где и был похоронен.

## Брак и дети
Вильгельм Омальский был женат (около 1130) на Сиселии Скиптонской (умерла до 1190), дочери Вильяма Фиц-Дункана, мормера Морея и сына шотландского короля Дункана II. Их единственный ребёнок:
- Хависа Омальская (умерла в 1214), графиня Омальская и леди Холдернесс (c 1179), замужем первым браком (1180) за Уильямом де Мандевилем (умер в 1189), графом Эссексом, вторым браком (около 1190) за Гильомом де Фором (ум. 1195), третьим браком (ок. 1196) за Бодуэном де Бетюном (умер в 1212), сеньором Бетюна.

В 1194 году король Франции Филипп II Август конфисковал графство Омаль и владения Хависы Омальской в Нормандии. Английские владения (Холдернесс и северный Линкольншир), а также титул графа Албемарля после смерти Хависы унаследовал её сын от второго брака Уильям де Форс, 3-й граф Албемарль (умер в 1242).